# Фролов, Владимир Афанасьевич
Владимир Афанасьевич Фролов (род. 11 марта 1946, Котовск, Тамбовская область) — депутат Государственной думы первого созыва. Заслуженный артист РСФСР (1985).

## Биография
Родился 11 марта 1946 года в Котовске Тамбовской области.
Заслуженный артист РСФСР (23.12.1985).
В 1961 году работал на одном из предприятий Калининграда слесарем-сборщиком.
В 1964 году окончил театральную студию при Калининградском областном драматическом театре и был принят актёром в труппу.
В 1965—1968 годах служил в армии.
В 1972 году закончил Государственный институт театрального искусства им. А. В. Луначарского (ГИТИС); художественный руководитель курса — народный артист СССР В. А. Орлов.
В 1977 году окончил Высшие театральные режиссёрские курсы (мастерская Анатолия Эфроса).
Работал в Волгоградском областном драматическом театре, Орловском академическом театре им. И. С. Тургенева (с 1978).
Работал главным режиссёром Калининградского областного драматического театра.
В 1993 году — директор Орловского театра «Русский стиль».

### Депутат государственной думы
В 1994—1995 годах — депутат Государственной Думы первого созыва по общефедеральному округу КПРФ. Получил мандат после смерти Николая Пятчица. Состоял во фракции КПРФ; кандидат в члены Центрального Комитета КПРФ. Был членом Комитета Государственной Думы по международным делам.
В 1995 году неудачно баллотировался в Госдуму второго созыва.
С 1996 по 1999 годы — советник аппарата Комитета Государственной Думы ФС РФ по Регламенту и организации работы Государственной Думы.
Член Международной академии информатизации (1998).
С 2010 года — актёр Московского драматического театра «Сопричастность».